# Mólos (Skýros)
Pour les articles homonymes, voir Mólos.
Mólos (grec moderne : Μώλος) est un village du dème de Skýros, sur l'île du même nom, dans les Sporades en Grèce.
Selon le recensement de 2011, la population du village s'élève à 618 habitants.